# 圣索沃尔-康普里约
圣索沃尔-康普里约（法語：Saint-Sauveur-Camprieu，法語發音：[sɛ̃ sovœʁ kɑ̃pʁijø]）是法国加尔省的一个市镇，属于勒维冈区。

## 地理
圣索沃尔-康普里约（44°6'57"N, 3°28'38"E）面积31.74 平方千米，位于法国奧克西塔尼大區加尔省，该省份为法国南部沿海省份，南端濒地中海，北起顺时针与阿尔代什省、沃克吕兹省、罗讷河口省、埃罗省、阿韦龙省和洛泽尔省接壤。
与圣索沃尔-康普里约接壤的市镇（或旧市镇、城区）包括：梅吕埃斯、杜尔比、拉尼埃若勒、瓦勒代古阿勒。

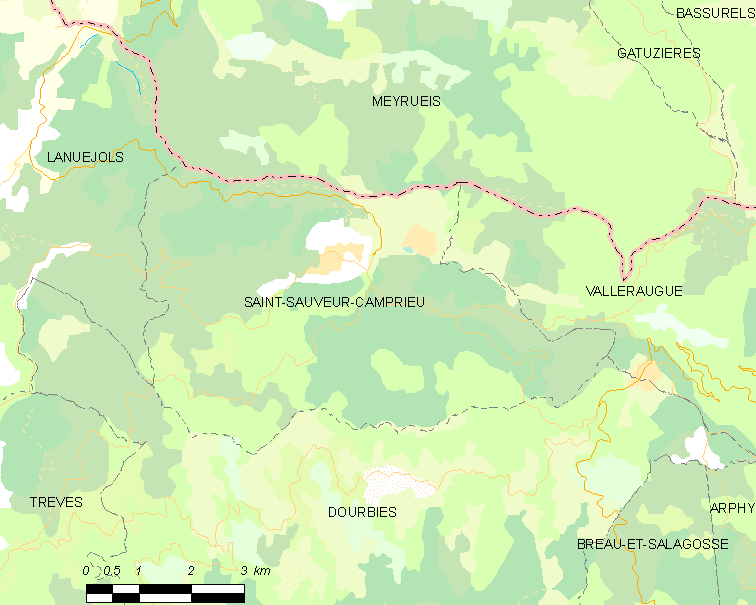
圣索沃尔-康普里约的OSM定位图

圣索沃尔-康普里约的时区为UTC+01:00、UTC+02:00（夏令时）。

## 行政
圣索沃尔-康普里约的邮政编码为30750，INSEE市镇编码为30297。

## 政治
圣索沃尔-康普里约所属的省级选区为勒维冈县。

## 人口

1962-2008年间圣索沃尔-康普里约人口变化图示

圣索沃尔-康普里约于2022年1月1日时的人口数量为212人。